# Вулиця Велика Набережна (Кременчук)
Вулиця Велика набережна — одна з вулиць Кременчука. Протяжність близько 1200 метрів. Проїжджа частина виступає дамбою, яка відгороджує місто від Дніпра.

## Розташування
Вулиця розташована на Першому занасипі. Починається з Редутної та прямує на схід вздовж Дніпра. Біля будинку 29 повертає на північний схід на 60 градусів, а по прямій від вулиці Великої набережної відгалужується вул. Флотська. Далі перетинає вул. Маршала Говорова.
Проходить через наступні вулиці (з початку до кінця):
- Редутна
- Маршала Говорова

## Історія назви
- Вулиця в 1972 році була названа на честь ювілею утворення СРСР вулицею 50-річчя СРСР.
- В 2016 році вулицю перейменовано на вулицю Велику набережну[1].

## Будівлі та об'єкти
Забудована вулиця лише з північної сторони дороги багатоповерхівками останньої половини XX-о — початку XXI століття. Між вулицею Великою Набережною та вул. Флотською розташовується Студентський парк. На південній стороні вулиці розміщуться гаражні кооперативи та кафе на березі Дніпра. Також діє Свято-Пантелеймонівська церква.
- Буд. № 9 — Управління Пенсійного фонду України в м. Кременчуці[2]
- Буд. № 23 — Дитячий садок № 60[2][3]
- Буд. № 37 — Средня школа № 16[2]
- Свято-Пантелеймонівська церква
- Студентський парк
- Авторинок

## Транспорт
Вулицею проходять маршрути декількох номерів маршрутних таксі: 3А, 3В, 10, 231.